# Rod Hebron
Roderick Joel „Rod“ Hebron (auch Ron Hebron genannt; * 7. Juli 1942 in Vernon, British Columbia; † 16. April 2023) war ein kanadischer Skirennfahrer sowie Weltmeisterschafts- und Olympiateilnehmer, der sieben Mal kanadischer Meister wurde.

## Karriere
Hebron nahm an den Olympischen Spielen 1964 und 1968 teil, die gleichzeitig als Alpine Skiweltmeisterschaften ausgetragen wurden. Von 1960 bis 1970 war er Mitglied der kanadischen Ski-Nationalmannschaft und nahm zudem an den Weltmeisterschaften 1962 und 1970 teil.
Hebron war entweder sieben oder acht Mal kanadischer Meister (der kanadische Skiverband zählt André Pomerleau als Sieger des Slaloms von 1965, olympedia.org listet für diesen Bewerb Rod Hebron als Sieger). Hebron wurde auch drei Mal nationaler Meister der Vereinigten Staaten (Kombination: 1961), (Slalom: 1961 und 1965).
Im Weltcup erzielte drei Platzierungen unter den besten zehn und gewann einige lokale Rennen, etwa das Silver Belt 1965.
Nach einem Beinbruch bei der Abfahrt der Weltmeisterschaften 1970 beendete Hebron seine Karriere und fuhr danach noch von 1971 bis 1973 in der Pro Tour. 1976 eröffnete er ein Skigeschäft in Silverthorne, das er bis 2015 besaß und leitete.

## Erfolge

### Olympische Spiele
- Innsbruck 1964: 30. in der Abfahrt, DNF im Riesenslalom, DSQ1 im Slalom
- Grenoble 1968: DNF in der Abfahrt, DNF2 im Riesenslalom, DNF1 im Slalom

### Weltcupwertungen
| Saison | Gesamt | Gesamt | Abfahrt | Abfahrt | Riesenslalom | Riesenslalom | Slalom | Slalom |
| Saison | Platz  | Punkte | Platz   | Punkte  | Platz        | Punkte       | Platz  | Punkte |
| ------ | ------ | ------ | ------- | ------- | ------------ | ------------ | ------ | ------ |
| 1967   | 27.    | 10     |         |         | 20.          | 2            | 16.    | 8      |
| 1968   | 33.    | 8      | 13.     | 8       |              |              |        |        |

### Nationale Meisterschaften
- 1962: 1. im Slalom, 1. in der Kombination
- 1963: 1. im Riesenslalom, 1. im Slalom
- 1965: 1. im Riesenslalom
- 1967: 1. im Riesenslalom
- 1968: 1. im Slalom